# Syngrapha epigaeella
Syngrapha epigaeella är en fjärilsart som beskrevs av Embrik Strand 1917. Syngrapha epigaeella ingår i släktet Syngrapha och familjen nattflyn. Inga underarter finns listade i Catalogue of Life.